# Diedorf (Baviera)
Diedorf è un comune tedesco di 9 968 abitanti, situato nel land della Baviera.